# 유프 카펠만
한스-요제프 "유프" 카펠만(독일어: Hans-Josef "Jupp" Kapellmann, 1949년 12월 19일, 노르트라인-베스트팔렌 주 바르덴베르크 ~)은 서독의 전직 축구 선수로, 현역 시절 수비수나 미드필더로 활약했다.

## 클럽 경력
그는 알레마니아 아헨 소속으로 분데스리가에 참가해 1968-69 시즌에 준우승을 거두며 주목을 받았다. 카펠만은 이듬해인 1969-70 시즌 끝에 아헨이 분데스리에서 강등당하면서 쾰른으로 이적했다. 카펠만은 1973년까지 쾰른 소속 주전 미드필더로 활약했고, 3년차인 1972-73 시즌에 분데스리가와 DFB-포칼에서 모두 준우승을 달성했다. 카펠만은 훌륭한 기량을 선보이다가 바이에른 뮌헨으로 802,000 DM(당시 분데스리가 역대 최고 이적료)에 둥지를 옮겼다. 말년에 주로 수비수로 활약한 카펠만은 바이에른 뮌헨의 1973-74 시즌, 1974-75 시즌, 그리고 1975-76 시즌의 유러피언컵 3연패의 주역이었다. 그는 같은 시기 1973-74 시즌에 분데스리가를, 1976년에 인터콘티넨털컵을 "바이에른"(Die Bayern) 소속으로 우승했지만, 338번의 분데스리가 경기(36골) 중 말년 40번의 경기를 지역 경쟁 구단인 1860 뮌헨 소속으로 1979년부터 2년을 활약하며 출전했다.

## 국가대표팀 경력
유프 카펠만은 1973년부터 1974년까지 서독 국가대표팀에서 5번의 경기에 출전했지만, 주전 경쟁에서 승리하지 못했다. 1974년, 그는 안방에서 열린 월드컵에 참가했지만, 후보로 대기하다 동료들이 우승하는 모습을 지켜보기만 했다.

## 사생활
은퇴 후, 카펠만은 바이에른 주 로젠하임 군에서 정형외과 의사로 활동했는데, 지금도 로젠하임에서 개업하고 있다.

## 수상
바이에른 뮌헨
- 분데스리가: 1973–74
- 유러피언컵: 1973–74, 1974–75, 1975–76
- 인터콘티넨털컵: 1976

쾰른
- DFB-포칼 준우승: 1970–71, 1972–73

서독
- 월드컵: 1974